# 第19回全国中等学校優勝野球大会
第19回全国中等学校優勝野球大会（だい19かいぜんこくちゅうとうがっこうゆうしょうやきゅうたいかい）は、1933年8月12日から8月20日まで兵庫県武庫郡鳴尾村（現在の西宮市）の甲子園球場で行われた全国中等学校優勝野球大会である。

## 概要
中京商が明石中との25回の死闘などを乗り越え大会3連覇を達成した。

## 代表校
| 地方大会 | 代表校   | 出場回数      |
| -------- | -------- | ------------- |
| 北海道   | 北海中   | 2年連続9回目  |
| 東北     | 盛岡中   | 7年ぶり5回目  |
| 奥羽     | 秋田中   | 3年連続6回目  |
| 南関東   | 水戸商   | 6年ぶり2回目  |
| 北関東   | 栃木中   | 初出場        |
| 東京     | 慶応商工 | 4年ぶり2回目  |
| 甲神静   | 横浜商   | 10年ぶり2回目 |
| 信越     | 松本商   | 5年ぶり6回目  |
| 北陸     | 敦賀商   | 2年ぶり8回目  |
| 東海     | 中京商   | 3年連続3回目  |
| 京津     | 平安中   | 2年ぶり6回目  |

| 地方大会 | 代表校   | 出場回数      |
| -------- | -------- | ------------- |
| 紀和     | 郡山中   | 初出場        |
| 大阪     | 浪華商   | 3年ぶり3回目  |
| 兵庫     | 明石中   | 2年連続2回目  |
| 山陰     | 鳥取一中 | 4年ぶり11回目 |
| 山陽     | 大正中   | 2年連続2回目  |
| 四国     | 松山中   | 初出場        |
| 北九州   | 佐賀師範 | 初出場        |
| 南九州   | 大分商   | 2年ぶり2回目  |
| 朝鮮     | 善隣商   | 初出場        |
| 満洲     | 大連商   | 4年連続11回目 |
| 台湾     | 嘉義農林 | 2年ぶり2回目  |

## 試合結果

### 1回戦
- 中京商 11 - 0 善隣商
- 浪華商 12 - 3 盛岡中
- 明石中 6 - 0 慶応商工
- 水戸商 4 - 3 大連商
- 横浜商 6 - 2 佐賀師範
- 敦賀商 3 - 0 鳥取一中

### 2回戦
- 中京商 3 - 2 浪華商
- 大正中 4 - 0 松本商
- 明石中 10 - 0 水戸商
- 横浜商 4 - 1 敦賀商
- 平安中 5 - 1 北海中（延長11回）
- 郡山中 7 - 5 秋田中
- 松山中 10 - 1 嘉義農林
- 栃木中 3 - 2 大分商

### 準々決勝
- 中京商 2 - 0 大正中
- 明石中 4 - 0 横浜商
- 平安中 9 - 1 郡山中
- 松山中 3x - 2 栃木中

### 準決勝
8月19日
- 平安中 4 - 0 松山中
- 中京商 1 - 0 明石中（延長25回）

### 決勝
8月20日
|        | 1 | 2 | 3 | 4 | 5 | 6 | 7 | 8 | 9 | R | H | E |
| ------ | - | - | - | - | - | - | - | - | - | - | - | - |
| 平安中 | 0 | 0 | 0 | 0 | 1 | 0 | 0 | 0 | 0 | 1 | 2 | 4 |
| 中京商 | 2 | 0 | 0 | 0 | 0 | 0 | 0 | 0 | X | 2 | 4 | 3 |

1. （平）：高木 - 堀添
2. （中）：吉田 - 野口
3. 審判
［球審］天知
［塁審］池田・町田・有田

## 記録
| 記録               | 選手名             | 対戦校        | 補足          |
| ------------------ | ------------------ | ------------- | ------------- |
| ノーヒットノーラン | 吉田正男（中京商） | 1回戦・善隣商 | 大会史上7人目 |

## その他の主な出場選手
- 佐藤喜久雄（慶応商工）
- 北原昇（松本商）
- 島方金則（松本商）
- 加藤信夫（中京商）
- 伊藤庄七（中京商）
- 宇野錦次（平安中）
- 日高得之（平安中）
- 納家米吉（浪華商）
- 北浦三男（浪華商）
- 平井猪三郎（浪華商）
- 中村金次（浪華商）
- 松広金一（浪華商）

- 楠本保（明石中）
- 山田勝三郎（明石中）
- 松下繁二（明石中）
- 藤井勇（鳥取一中）
- 藤村富美男（大正中）
- 柚木俊治（大正中）
- 保手浜明（大正中）
- 薜清（大分商）
- 長沢正二（大分商）
- 児玉利一（大分商）
- 志手清彦（大分商）
- 呉波（嘉義農林）
- 今久留主淳（嘉義農林）